# Warendorfer SU
Die Warendorfer SU (vollständiger Name: Warendorfer Sportunion 1895/1972 e. V.) ist ein Sportverein aus Warendorf. Die Vereinsfarben sind blau, weiß und rot. Die erste Fußballmannschaft der Männer nahm in der Saison 1977/78 am DFB-Pokal teil und spielte drei Jahre in der höchsten westfälischen Amateurliga. Die erste Fußballmannschaft der Frauen spielte von 2014 bis 2019 in der drittklassigen Regionalliga West.

## Vereinsgeschichte
Die Warendorfer Sportunion ist mit über 4500 Mitgliedern in 15 Abteilungen nach eigenen Angaben der größte Sportverein des Münsterlandes. Der Verein entstand am 6. Juni 1972 durch die Fusion des im Jahre 1895 gegründeten Turnverein Warendorf mit dem im Jahre 1911 gegründeten Sportverein Warendorf und des im Jahre 1918 gegründeten Vereins DJK Westfalia Warendorf. Bereits Anfang der 1970er Jahre kam es zu ersten Gesprächen über eine Fusion, aus der seinerzeit ein Verein mit knapp 2000 Mitgliedern entstand. Die Warendorfer Sportunion bietet die Sportarten Badminton, Basketball, Fußball, Handball, Judo, Ju-Jutsu, Karate, Kegeln, Leichtathletik, Radsport, Schwimmen, Tischtennis, Turnen und Volleyball an. 

## Männerfußball

### Geschichte
Den Fußballern des SV Warendorf gelang im Jahre 1962 erstmals der Aufstieg in die seinerzeit viertklassige Landesliga Westfalen. Nach nur einem Jahr folgte der direkte Wiederabstieg als Tabellenletzter. Tiefpunkt der Saison war eine 0:9-Heimniederlage gegen Borussia Rheine. Der Wiederaufstieg in die Landesliga gelang im Jahre 1968. Zwei Jahre später war erstmals der Aufstieg in die Verbandsliga Westfalen in Reichweite. Hinter dem Meister SpVg Emsdetten 05 liefen die Warendorfer ebenso wie der 1. FC Gladbeck und Hansa Scholven punktgleich ein. Um den Teilnehmer der Gruppe 4 an der Aufstiegsrunde der Landesligazweiten zu ermitteln wurde eine Entscheidungsspielrunde angesetzt, die ebenfalls mit einer Punktgleichheit der drei Mannschaften endete. Schließlich wurden die Gladbecker durch Losentscheid Zweiter.
Nach der Fusion blieben die Warendorfer eine Spitzenmannschaft in ihrer Landesligagruppe. Nach der Vizemeisterschaft im Jahre 1974 hinter der TSG Harsewinkel gelang ein Jahr später unter Trainer Gerhard Wagner der Aufstieg in die Verbandsliga. Dort kämpfte die Mannschaft stets gegen den Abstieg. In der Saison 1977/78 nahmen die Warendorfer am DFB-Pokal teil. In der ersten Runde gewann die Sportunion vor 1200 Zuschauern im Stadtstadion gegen den saarländischen Bezirksligisten FSV Hemmersdorf mit 3:1. Gegen den damaligen Zweitligisten Freiburger FC folgte nach einer 1:4-Niederlage vor 2.000 Zuschauern das Aus in der zweiten Runde. In der Verbandsliga blieben die Warendorfer ein Abstiegskandidat. Im Jahre 1978 wurde die Qualifikation für die neu geschaffene Oberliga Westfalen um Längen verfehlt, wodurch die WSU-Fußballer nur noch viertklassig spielten. Ein Jahr später erreichte die Warendorfer Mannschaft ihren sportlichen Zenit, als sie die Verbandsligasaison 1978/79 als Fünfter abschlossen. Nur ein Jahr später folgte der Abstieg in die Landesliga.
Der direkte Wiederaufstieg wurde knapp verpasst. Die Warendorfer beendeten die Landesligasaison 1980/81 in Staffel 5 punktgleich mit dem SSV Mühlhausen. Das Entscheidungsspiel endete 3:3 nach Verlängerung. Im ebenfalls im neutralen Hamm ausgetragenen Wiederholungsspiel setzte sich Mühlhausen mit 3:0 durch. In der folgenden Saison 1981/82 stiegen die Warendorfer in die Bezirksliga ab und wurden dort 1983 Vizemeister hinter Westfalia Vorhelm. Drei Jahre später kehrte die Mannschaft unter Trainer Ludwig Grove in die Landesliga zurück, musste aber nach nur einer Saison in der Staffel 4 wieder absteigen. Nach einer Vizemeisterschaft hinter dem SVA Bockum-Hövel kehrten die Warendorfer 1989 in die Landesliga 5 zurück und wurde auf Anhieb Vizemeister hinter Teutonia Lippstadt. 1992 wurde die Warendorfer SU noch einmal Vierter der Landesliga, ehe drei Jahre später der Abstieg in die Bezirksliga folgte. Dieses Mal gelang der direkte Wiederaufstieg in die Landesliga, wo die Warendorfer nicht mehr über Mittelmaß hinauskamen.
Zur Saison 2002/03 wurde die Mannschaft in die Landesligastaffel 4 versetzt, wo der Klassenerhalt erst am letzten Spieltag durch ein 1:0 gegen den direkten Konkurrenten Vorwärts Wettringen gesichert wurde. Die Warendorfer SU kehrte in die Landesligastaffel 5 zurück, aus der sie 2005 abstieg. Zurück in der Bezirksliga bot die Mannschaft nicht mehr als Mittelmaß und erreichte 2016 den dritten Platz. Zwei Jahre später stiegen die Warendorfer in die Kreisliga A ab. 2022 verpasste die Mannschaft den Wiederaufstieg, als sich in der Aufstiegsrunde der zweiten Mannschaft des SC Westfalia Kinderhaus und Blau-Weiß Beelen den Vortritt lassen musste. Ein Jahr später gelang dann der Aufstieg in die Bezirksliga.

### Erfolge
- Teilnahme am DFB-Pokal: 1977/78
- Meister der Landesliga Westfalen: 1975
- Meister der Bezirksliga: 1986, 1989, 1996

## Frauenfußball

### Geschichte
Die erste Frauenmannschaft spielte jahrelang in der Bezirksliga und schaffte 2009 den Aufstieg in die Landesliga. Zwei Jahre später wurden die Warendorferinnen Vizemeister der Landesliga hinter dem TuS Lipperode. Das Entscheidungsspiel um den Aufstieg im neutralen Dortmund gewannen die Warendorferinnen mit 1:0 gegen Fortuna Freudenberg und stiegen in die Westfalenliga auf. Nach zwei Jahren im Mittelfeld des westfälischen Oberhauses gelang im Jahre 2014 nach einem 4:1-Sieg über Germania Hauenhorst der vorzeitige Aufstieg in die Regionalliga West. Größter Erfolg war der sechste Platz in der Saison 2014/15. Vier Jahre später musste die Mannschaft als Tabellenvorletzter wieder in die Westfalenliga absteigen. Aus Personalmangel zog der Verein seine Meldung für die Westfalenligasaison 2019/20 zurück und strebt für die Saison 2020/21 einen Neustart in der Landesliga an. Zur Saison 2020/21 wurden die Warendorferinnen jedoch in die Bezirksliga eingeteilt. Drei Jahre später wurde die Mannschaft dort Vizemeister, scheiterte aber in den Aufstiegsspielen an Rot Weiss Ahlen.
Im Westfalenpokal erreichten die Warendorferinnen dreimal das Halbfinale, scheiterten aber 2011 an den Sportfreunden Siegen, 2013 am VfL Bochum und 2014 an Germania Hauenhorst.

### Erfolge
- Meister der Westfalenliga: 2014
- Westfalenpokal: Halbfinale 2011, 2013, 2014

## Weitere Sportarten

### Volleyball
Die Volleyballerinnen der WSU schafften im Jahre 2002 den Aufstieg in die 2. Bundesliga Nord. Drei Jahre später feierte die Mannschaft ihren größten Erfolg, als sie hinter dem Köpenicker SC Vizemeister wurde. Im gleichen Jahr gewann die Mannschaft auch den Pokal des Westdeutschen Volleyball-Verbandes. In der Saison 2007/08 folgte der Abstieg in der Regionalliga West, ehe die Mannschaft drei Jahre später ohne Punktgewinn auch aus der Regionalliga abstieg. Die Mannschaft wurde freiwillig in die Verbandsliga zurückgezogen, aus der sie im Jahre 2013 auch abstieg.

### Leichtathletik
Die Leichtathletikabteilung gründete im Jahre 1981 zusammen mit dem VfL Sassenberg, dem SC Füchtorf und der DJK Milte die Leichtathletikgemeinschaft LG Ems Warendorf, die den Emssee-Volkslauf ausrichtet.

## Sportstätten
Heimspielstätte der Fußballer ist das Stadtstadion, welches zeitweilig unter dem Namen Sanitop-Wingenroth-Stadion bekannt war. Das ehemals bis zu 12.000 Zuschauer fassende Stadion bietet heute Platz für 3500 Zuschauer. Es wird auf Naturrasen gespielt. Die WSU-Fußballerinnen spielen im Volksbankstadion, das mit einem Kunstrasen ausgestattet ist. Die Volleyballer nutzen die Sporthalle des Paul-Spiegel-Berufskolleg, während die Leichtathleten die Anlagen der Sportschule der Bundeswehr in Warendorf nutzen.

## Persönlichkeiten
- Diego Bortolozzo
- Lynn Rahel Gismann
- Oliver Glöden
- Jürgen Kuzniacki
- Maximilian Schulze Niehues
- Sebastian Völzow
- Gerhard Wagner